# 山村武大
山村 武大（やまむら たけひろ、1983年 - ）は、日本の写真家、漫画家、映画監督。福岡県北九州市出身。別名、chavo（チャボ）。

## 来歴・人物
2005年に東京総合写真専門学校を卒業。コニカミノルタフォトプレミオを受賞し写真家デビュー。雑誌、企業広告などの写真制作を手掛ける。
2009年に第56回ちばてつや賞大賞を受賞し漫画家デビュー。2012年に第1期新人コミックオーディション大賞を受賞し、週刊モーニングやビッグコミックススペリオールなどの商業誌で漫画作品を発表。
2014年に出身地の福岡県北九州市小倉で一軒家写真館chavophoto（チャボフォト）設立。
2023年にYouTubeチャンネル架空の映画予告編開設。
2024年SAMANSAで短編映画監督としてデビュー。

## 受賞歴
- 2005年 - コニカミノルタ フォト・プレミオ-24人の新しい写真家登場-
- 2009年 - 第56回ちばてつや賞一般部門大賞
- 2012年 - 第1期新人コミックオーディション大賞（やまむらたけひろ名義）